# Jozef Vrábel
Jozef Vrábel (* 31. října 1949) byl slovenský politik za HZDS, po sametové revoluci československý poslanec Sněmovny národů Federálního shromáždění.

## Biografie
Ve volbách roku 1992 byl za HZDS zvolen do slovenské části Sněmovny národů. Ve Federálním shromáždění setrval do zániku Československa v prosinci 1992. Uvádí se bytem Hlohovec. V roce 1995 se zmiňuje jako neúspěšný kandidát na post okresního předsedy HZDS v Trnavě. V komunálních volbách roku 2006 byl za HZDS zvolen do městského zastupitelstva v Hlohovci. Profesně se uvádí jako dětský lékař.